# دوروسلووو
دوروسلووو (به صربی: Doroslovo) یک منطقهٔ مسکونی در صربستان است که در Apatin District واقع شده‌است. دوروسلووو ۱٬۸۳۰ نفر جمعیت دارد.